# DDR-Meisterschaften im Biathlon 1968
Die DDR-Meisterschaften im Biathlon 1968 wurden am 13. und 16. März in Oberhof ausgetragen, es waren die elften Titelkämpfe. Dieter Speer gewann seinen ersten Titel im Einzel-Wettkampf, die SG Dynamo Zinnwald zum dritten Mal in Folge den Titel des Staffelmeisters. Der im Einzelrennen vorgesehene zweite Lauf konnte wegen schlechten Wetters nicht stattfinden. 

## Einzel
| Platz | Sportler        | Mannschaft           | Schieß- fehler | Zeit (h) |
| ----- | --------------- | -------------------- | -------------- | -------- |
| 1     | Dieter Speer    | SG Dynamo Zinnwald   | 4              | 1:26:49  |
| 2     | Karl Koch       | ASK Vorwärts Oberhof | 2              | 1:29:02  |
| 3     | Dieter Hoffmann | ASK Vorwärts Oberhof | 2              | 1:30:14  |

## Staffel
| Platz | Mannschaft            | Sportler                                                          | Straf- Runden | Zeit (h) |
| ----- | --------------------- | ----------------------------------------------------------------- | ------------- | -------- |
| 1     | SG Dynamo Zinnwald    | Helmut Klöpsch Claus Schubert Horst Koschka Dieter Speer          | 6             | 2:12:43  |
| 2     | ASK Vorwärts Oberhof  | Hans-Gert Jahn Egon Schnabel Joachim Günther Hansi König          | 9             | 2:15:45  |
| 3     | SG Dynamo Zinnwald II | Wilfried Bock Joachim Meischner Hansjörg Knauthe Siegfried Wagner | 5             | 2:17:20  |